# Harmating
Harmating ist ein Gemeindeteil der oberbayerischen Gemeinde Egling im Landkreis Bad Tölz-Wolfratshausen. Bekanntheit erlangte der Ort durch Schloss Harmating.

## Geographie
Der Weiler liegt auf der Gemarkung Moosham circa fünf Kilometer südlichöstlich von Egling. Westlich liegen der Mitterweiher und der Harmatinger Weiher.

## Geschichte
Die Siedlung ist im 12. Jh. als Hadamaringen ersturkundlich genannt. Es liegt der bajuwarische Personenname Hadamar zugrunde. Durch die Eingemeindung von Moosham kam Harmating im Jahr 1973 zur Gemeinde Egling.

## Baudenkmäler
- Katholische Kapelle St. Leonhard, erbaut um 1680/85
- Schloss Harmating, erbaut ab dem 13. Jahrhundert

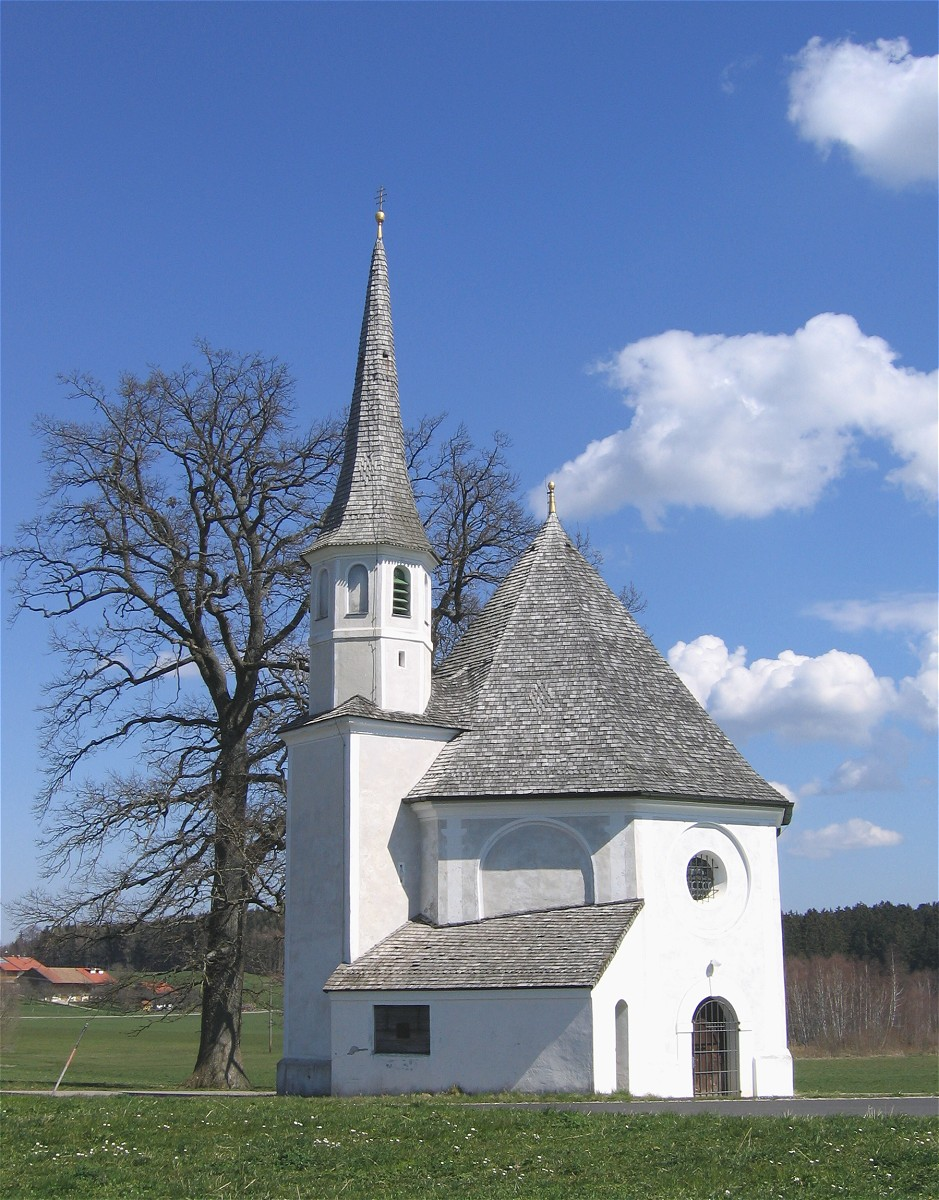
Kapelle St. Leonhard
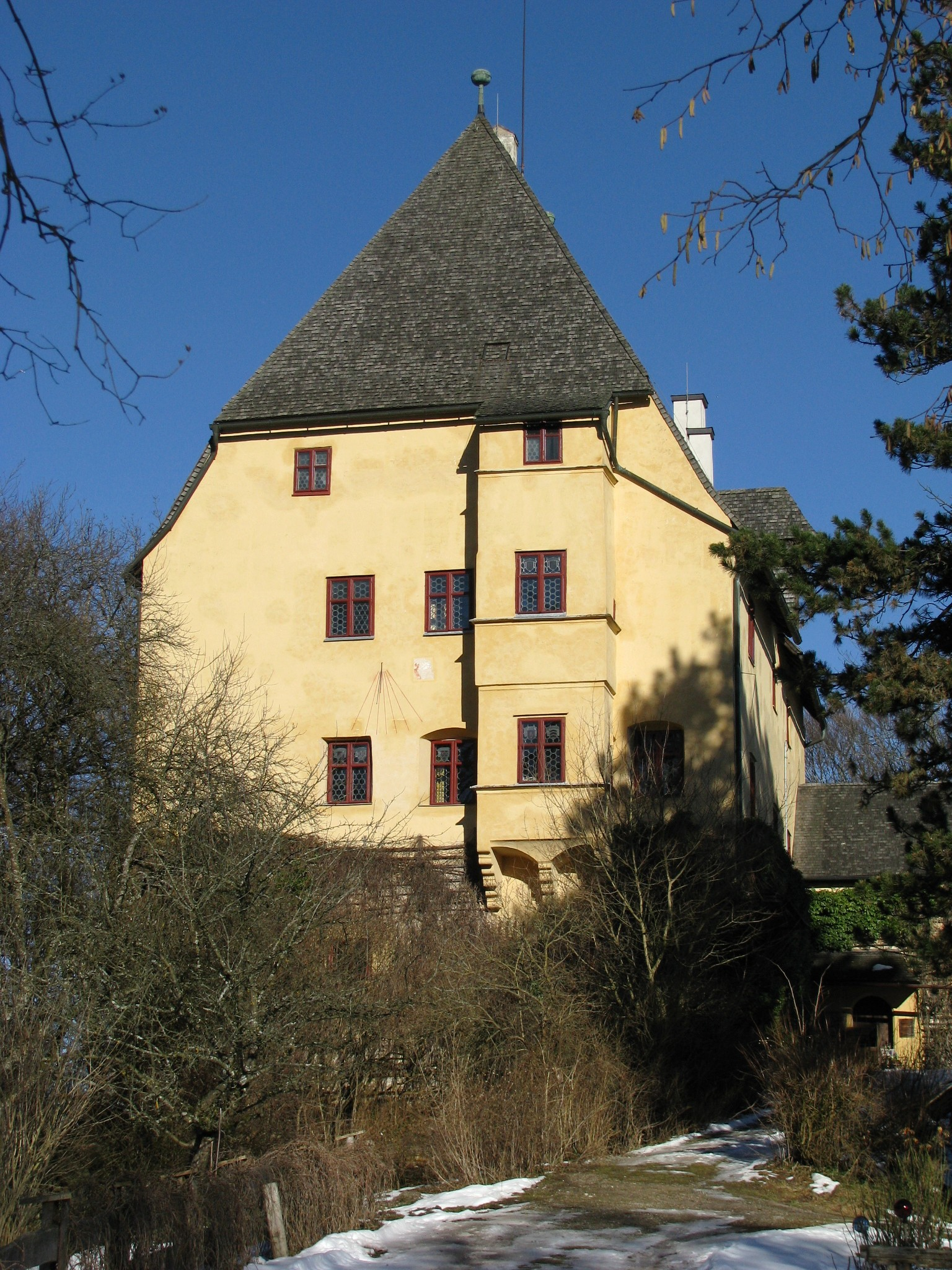
Schloss Harmating
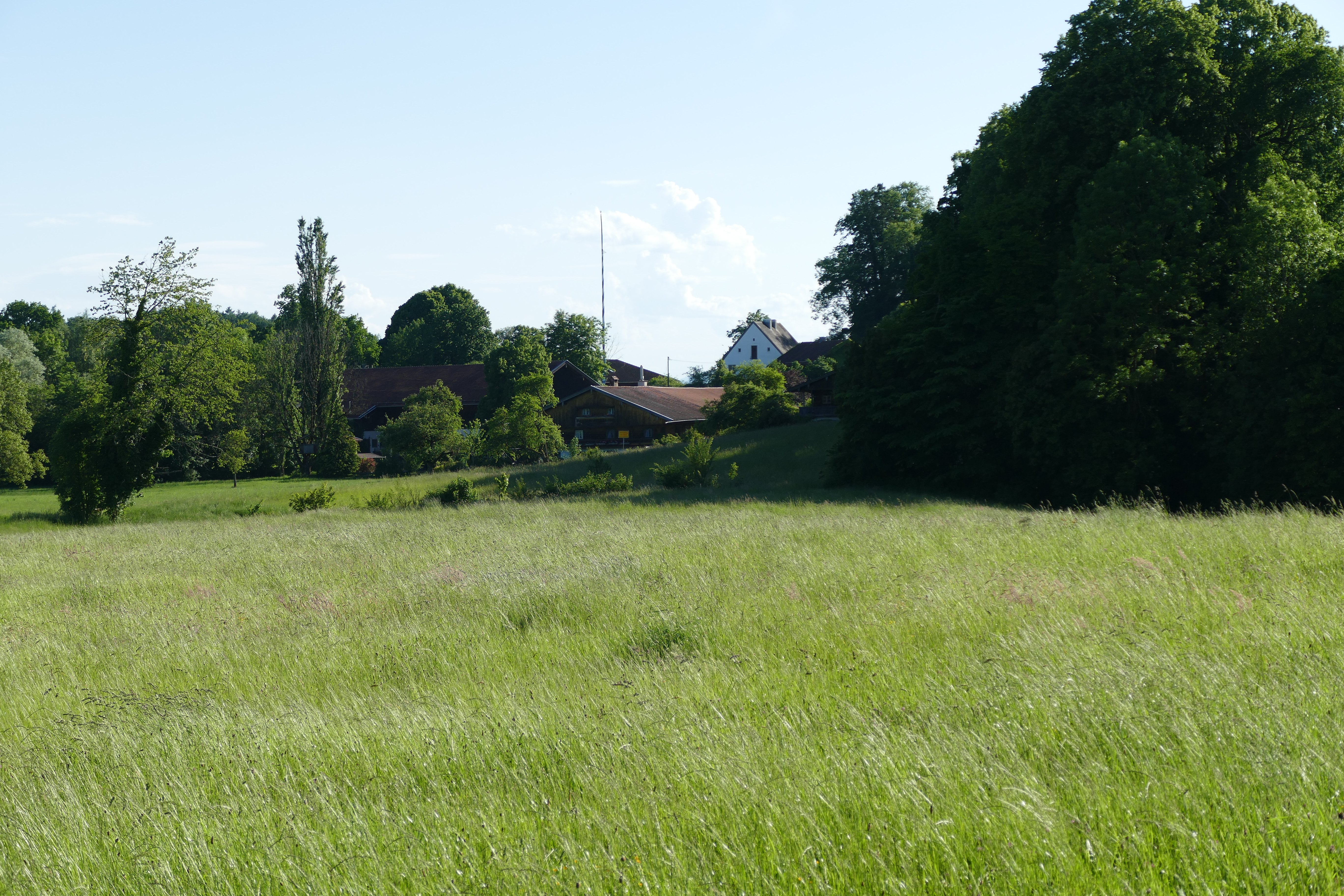
Blick auf Harmating aus Richtung Goldkofen